# 沙頭角口岸
沙頭角口岸（さとうかく こうがん）は中華人民共和国広東省深圳市塩田区と香港特別行政区新界の間に位置する出入境検査場。開放時間は旅客は7:00から20:00、貨物は7:00から22:00。2024年現在、貨物車両のみ通行可能となっている。

## 概要
香港と中国の境界東端、沙頭角海に面した地域に設置されている。通過旅行者は多くなく貨物輸送が主となっている。

## 交通手段
香港から沙頭角口岸へ向かう場合、九龍塘駅などから発着する越境バスを利用する。九龍塘駅の乗車券売り場には両替商もあるので予め人民元に両替しておくことも可能である。
沙頭角口岸に近付くと香港側の事務所で一旦下車して出境の手続きを行う、沙頭角口岸に到着し下車後、中国の入境手続きを行う。国境に準ずる扱いであるため、中国入境後にバス車内に忘れ物をしたことに気付いても取りに戻ることはできない。
粉嶺駅から発着するバスもあるが、朝夕の限られた時間帯以外は駅から離れた場所が乗り場となるため、旅行者の利用には向いていない。
ここから香港に向かう場合は越境バスの乗車券を買ってから中国の出境手続きを行いバスに乗車し、少し先に進んだ所で香港の入境手続きを行うために一旦下車をする。
香港の入出境手続きで一旦下車する場合、税関検査があることと盗難防止のため手荷物は持って降りるべきである。
沙頭角口岸は地元客などが主に利用するためバス車内の案内は広東語のみである。トラブルに遭わないためにも予めバスの利用方法を確認しておくのが望ましい。

## 歴史
1984年、中華人民共和国国務院が沙頭角口岸の開放を決定し、1985年3月より供用が開始された。
2005年1月28日には新たな国境橋梁が完成している。通常の旅行者及び貨物以外に、香港との遺体搬送拠点となっており、華僑墓園に埋葬される香港人の遺体はこの口岸を使用して通関される。
2020年、香港政府の決定により国境が暫定閉鎖される。2023年2月6日より貨物に限って運用が再開された。ただし、旅客については中国側の再開発事業に伴い、中止されている。

## 制限区域
隣接する沙頭角地区は、中華人民共和国成立直後の1951年、当時のイギリス領香港政府が中国側からの不法越境を防ぐため辺境禁区として立入禁止区域に指定したが、香港北部の経済振興を目的に2022年6月3日から団体旅行に限り試験的に開放、2024年1月1日からはネットでの事前申請による個人観光も解禁された（ただし、通りを挟んだ「中英街」は対象外）。香港返還（1997年）以降の状況の安定により、制限区域は2012年から段階的に縮小されてきた。
通常は制限区域となるため立ち入りには許可証（香港での俗称は「禁区紙」）が必要であるが、香港と中国を往来する場合はバスで通過するだけなので許可証は必要ない。
中国側や香港側から制限区域に入るための検問所は沙頭角口岸とは別に設けられている。
同地区は、唯一境界線が街の中に引かれており、地区内においてのみ自由に香港側、中国側への往来が可能となっている。かつては、中国で入手困難な西側諸国製品や金を買い求める中国人が数多く訪れていたが、香港への直接渡航が可能になった現在では、「中英街歴史博物館」など歴史を学ぶ愛国教育の拠点となっている。
なお、香港市民でも許可証を得るには特別な条件が必要であり、中国側では一定の条件を満たした自国民のみに日帰り観光許可を与えている。これらの理由から日本人を含む外国人旅行者が制限区域内を観光することはほぼ不可能と考えてよい。既述の通り、香港側からは中英街を除く沙頭角地区に限り、香港を訪問中の外国人観光客を含む観光目的での立ち入りが可能になった。